# Plan Jaussely

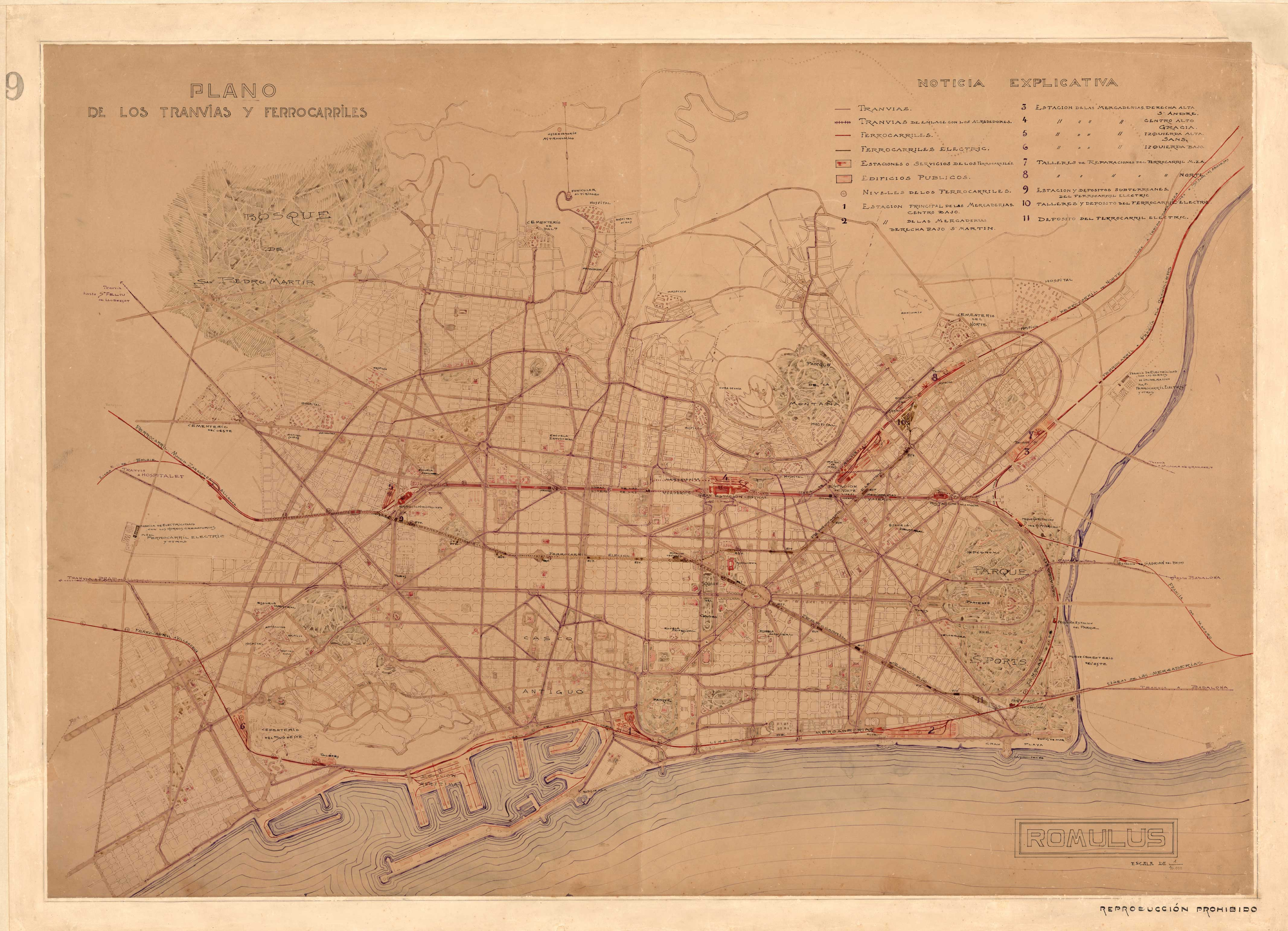
Plano de la ampliación de avenidas y mejora de los tranvías.

El Plan Jaussely fue un proyecto de adaptación del planeamiento urbanístico de Barcelona definido en el Plan Cerdá con el fin de encajar la trama del ensanche barcelonés con los trazados originales de las villas que rodeaban la ciudad de Barcelona. Fue la propuesta de Léon Jaussely la ganadora del concurso que el Ayuntamiento de Barcelona hizo en 1903. El resultado final del plan fue entregado por Jaussely en 1907.

## Antecedentes
El Plan Cerdá aprobado en 1859 dibujaba el  "Ensanche ilimitado" contando con la facilidad topográfica del llano de Barcelona, si bien no contemplaba cómo enlazaría la trama ortogonal cuando llegara a las calles de las villas que rodeaban Barcelona y que respondían a un diseño condicionado por los caminos y con crecimiento básicamente anular. El desarrollo del Ensanche obligaba a hacer ajustes en la unión de su trama homogénea con los viejos núcleos urbanos y requería una actuación coordinada entre estos municipios del plan en cuestiones fiscales y de planeamiento. En 1897 se produce su agregación en una "gran Barcelona", cosa que comportaría la extensión progresiva de las infraestructuras y de los servicios (transporte, electricidad, gas) desde el centro hacia la periferia.
Este instrumento de planeamiento llegó a su límite a finales del siglo XIX como consecuencia de dos fenómenos paralelos: la formación de una conciencia reformista con respecto al impacto del desarrollo industrial sobre las condiciones de habitabilidad de la ciudad y la consolidación progresiva del catalanismo político entre la burguesía industrial, que encuentra en el modernismo su principal expresión artística e intelectual.
En este sentido, Puig i Cadafalch, uno de los mayores detractores de Cerdá, manifestaba en La Veu de Catalunya cómo la homogeneidad igualitaria de la trama de Cerdá entraba en contradicción con la voluntad de dotar ciertos espacios o instituciones de la ciudad de una representatividad especial. La ciudad empezaba a aspirar a una capitalidad que no había tenido en siglos, y eso impone un nuevo urbanismo y una nueva arquitectura. París era el referente más inmediato en lo que concierne a la ordenación monumental o institucional deseada y las nuevas teorías urbanísticas europeas sobre la segregación de usos (industria, comercio/servicios, ocio y residencia) ofrecían soluciones a la compatibilidad de la ciudad con la industria.

## El concurso
El Ayuntamiento de Barcelona convocó el 9 de julio de 1903 el Concurso Internacional sobre anteproyectos de enlace de la zona de Ensanche de Barcelona y los pueblos agregados entre sí y con el resto del término municipal de Sarriá y de Horta. El jurado contaba entre sus miembros a Josep Puig i Cadafalch y Francesc Cambó. Entre los cinco proyectos presentados, el ganador fue el del francés Léon Jaussely que tenía unas características policéntricas, más propias del estilo Haussmann, que de la linealidad de Cerdá. Era parte del triunfo de los detractores del ingeniero.
El proyecto fue aprobado en 1907 después de haber sido ajustado por los técnicos municipales. Con todo, su implantación no se produjo formalmente, sino que fue desarrollándose en diferentes planes parciales a lo largo del siglo XX. El primero y el que se puede considerar que recogía la mejor adaptación del proyecto de Jaussely, fue el aprobado el 25 de octubre de 1917, el Plan General de Urbanización de Barcelona.

## El proyecto

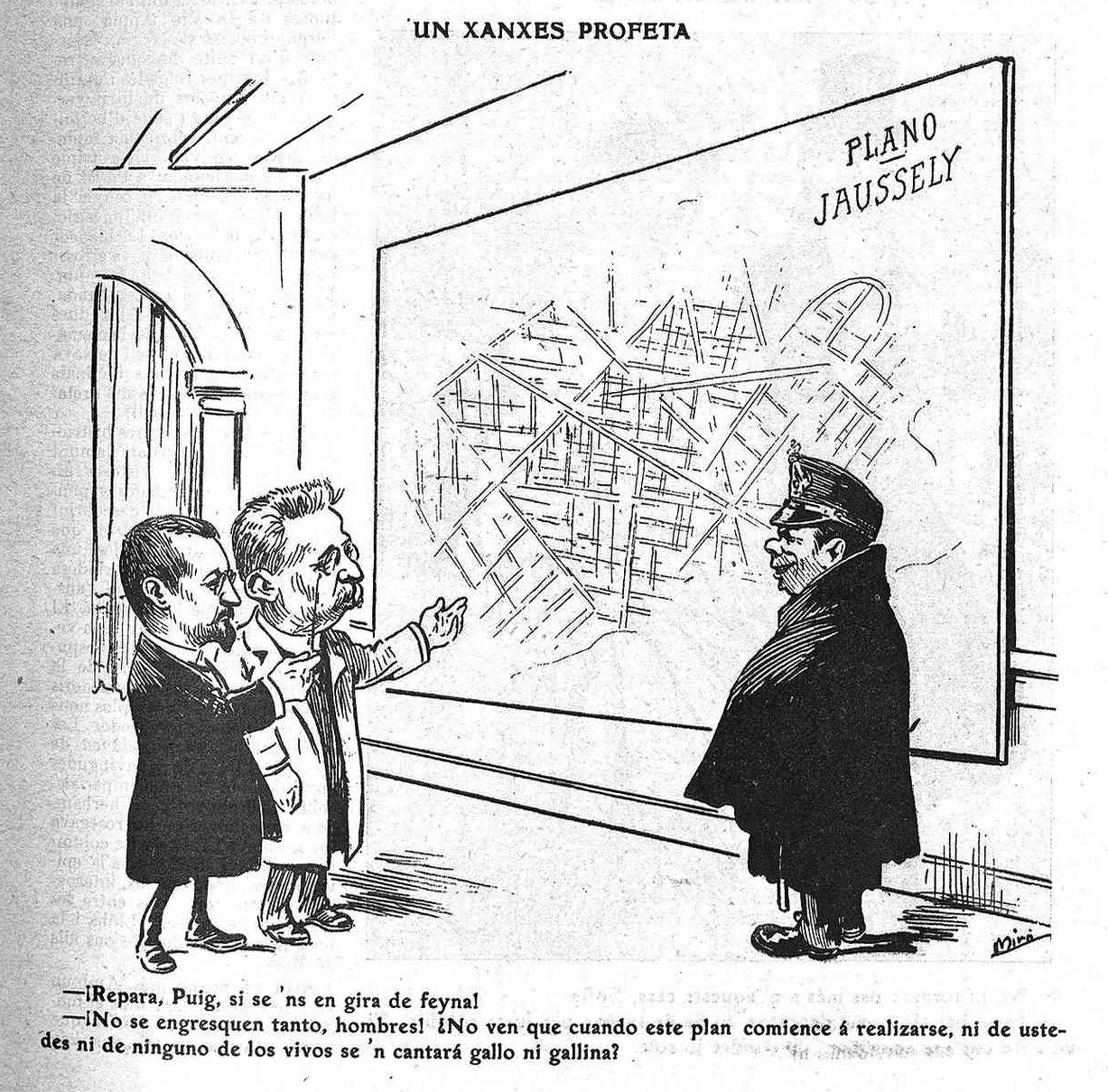
Caricatura publicada en 1908 en La Esquella de la Torratxa que hace referencia al plan Jaussely. A la izquierda aparecen representados los arquitectos Josep Puig i Cadafalch y Lluís Domènech i Montaner.

La propuesta no era un conjunto de normas fijando criterios urbanísticos, sino unos trazados viarios específicos con espacios representativos, parques y equipamientos públicos, así como una propuesta de densidad de población diversa, cuestionando una de las propuestas centrales del Plan Cerdá. En cambio, el proyecto coincidía con Cerdá en la centralidad de la plaza de las Glorias Catalanas. Sus 29 planes manifestaban la influencia del estilo Beaux-Arts de París: ejes principales con finalizaciones visuales, simetría, generación de perspectivas y todo un conjunto de técnicas propias del monumentalismo. El plan abarcaba una escala metropolitana de la ciudad con una zonificación que delimitaba áreas de residencia, comercio o industria.
El plan, en su intento de racionalizar el crecimiento barcelonés, preveía actuaciones en espacios no urbanizados. Por otra parte, se empezaba a configurar una realidad de "tipo de ciudad" diferenciada según el nivel social. Mientras Sarriá, San Gervasio y Horta tenían una finalidad de recreo, San Andrés y Sants aglutinaban fábricas y clases obreras, mientras Gracia mantenía un carácter menestral. El plan configuraba una visión de conjunto entre todas estas realidades y un crecimiento más o menos homogéneo del ensanche durante el modernismo y el noucentisme.
Pero el proyecto no se sacó adelante de forma inmediata por dos motivos: la dificultad financiera municipal, la contradicción de crear una edificación monumentalista y lujosa en barrios obreros. Otra dificultad que sólo el tiempo podía arreglar, era el alejamiento del nuevo centro urbano ubicado, según la propuesta, en la plaza de las Glorias.